# Индийский летучий дракон
Индийский летучий дракон (лат. Draco dussumieri) — вид пресмыкающихся из рода летучих драконов семейства агамовых.

## Описание
Длиной около 23 см. Окрас (который они могут менять в некоторых пределах) служит для маскировки. Самцы окрашены более ярко. Длинный хвост.

## Таксономия
Вид описан в 1837 году и назван в честь учёного Жан-Жака Дюссюмье.

## Распространение
Встречается в Индии (включая Гоа), в первую очередь Западные Гаты. Предпочитают горные леса и прилегающие к ним кокосовые плантации. Этот вид географически самый западный в роде Draco.

## Образ жизни
Эти драконы питаются насекомыми. Азиатский муравей-портной оказался важной частью диеты одной из популяций. Сами они нередко становятся пищей змей и птиц. Ночью драконы спят. В штате Керала самцы ящериц активны с февраля по апрель, днём, когда солнце уже достаточно согревает их. Самки спускаются на землю, чтобы отложить яйца в почве, в остальное время драконы обитают на деревьях.

## В культуре
- Роман «Карвалхо» (ಕರ್ವಾಲೊ) писателя по имени Poornachandra Tejaswi, сюжет которого основан на поисках этих рептилий средневековым учёным.